# アーサー・レッサー
アーサー・レッサー（Arthur Loesser, 1894年8月26日 - 1969年1月5日）は、アメリカのピアノ奏者。弟フランクは作曲家。
ニューヨークの生まれ。ピアニストだった父から音楽教育を受け、音楽芸術研究所でシギスムント・ストヨフスキとパーシー・ゲチウスに師事。
1913年にベルリンに行ってデビューを飾り、1914年から1919年までヴァイオリニストのモード・パウエル、1920年から翌年までミッシャ・エルマン、その後1922年までエルネスティーネ・シューマン＝ハインクの伴奏者をそれぞれ務めた。
1926年からクリーヴランド音楽院で教鞭をとる一方で、指揮者のヴィルフリート・ペレティエとピアノ・デュオを組んだり、アルトゥル・ボダンツキーと共演したりと、活発な演奏活動を行った。また、音楽評論にも手を染め、1936年から1941年までクリーヴランド管弦楽団のプログラム・ノートを引き受けている。1943年から日本担当のアメリカ陸軍諜報部員として勤務し、終戦後は日本でもピアノ・リサイタルを開いた。戦後も活発な音楽及び執筆活動続け、『アメリカの歌におけるユーモア』等の本を出版している。
クリーヴランドにて没。

## 註
| スタブアイコン | サブスタブ | この項目は、まだ閲覧者の調べものの参照としては役立たない、音楽関係者（バンド等）に関連した書きかけの項目です。この項目を加筆・訂正などしてくださる協力者を求めています（P:音楽/PJ:芸能人）。 |